# Monts-en-Ternois
Monts-en-Ternois ist eine französische Gemeinde mit 64 Einwohnern (Stand 1. Januar 2022) im Arrondissement Arras des Départements Pas-de-Calais. Sie liegt im Kanton Saint-Pol-sur-Ternoise und ist Mitglied des Kommunalverbandes Ternois.
| Neuville-au-Cornet    |                   | Ternas                |
| Moncheaux-lès-Frévent | Kompass           | Gouy-en-Ternois       |
|                       | Houvin-Houvigneul | Magnicourt-sur-Canche |

## Sehenswürdigkeiten

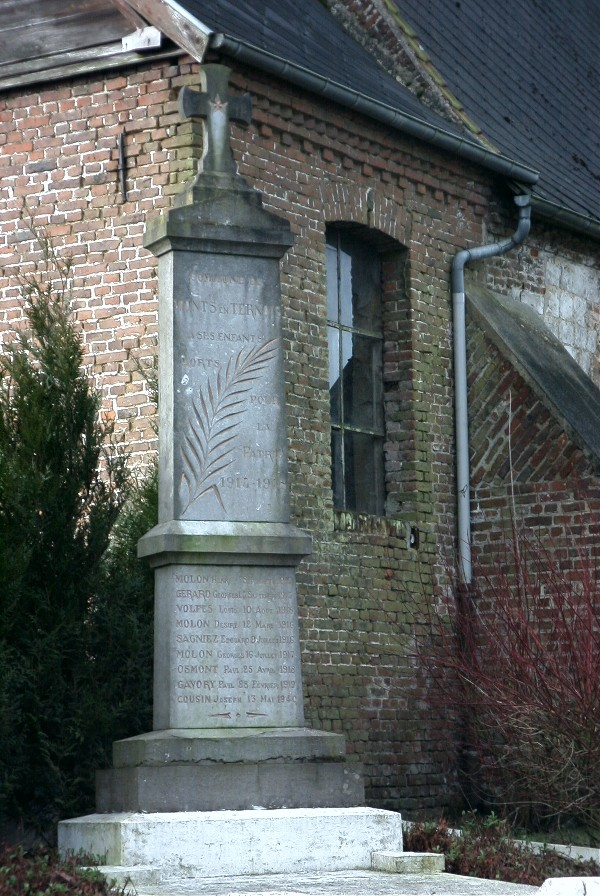
Kriegerdenkmal
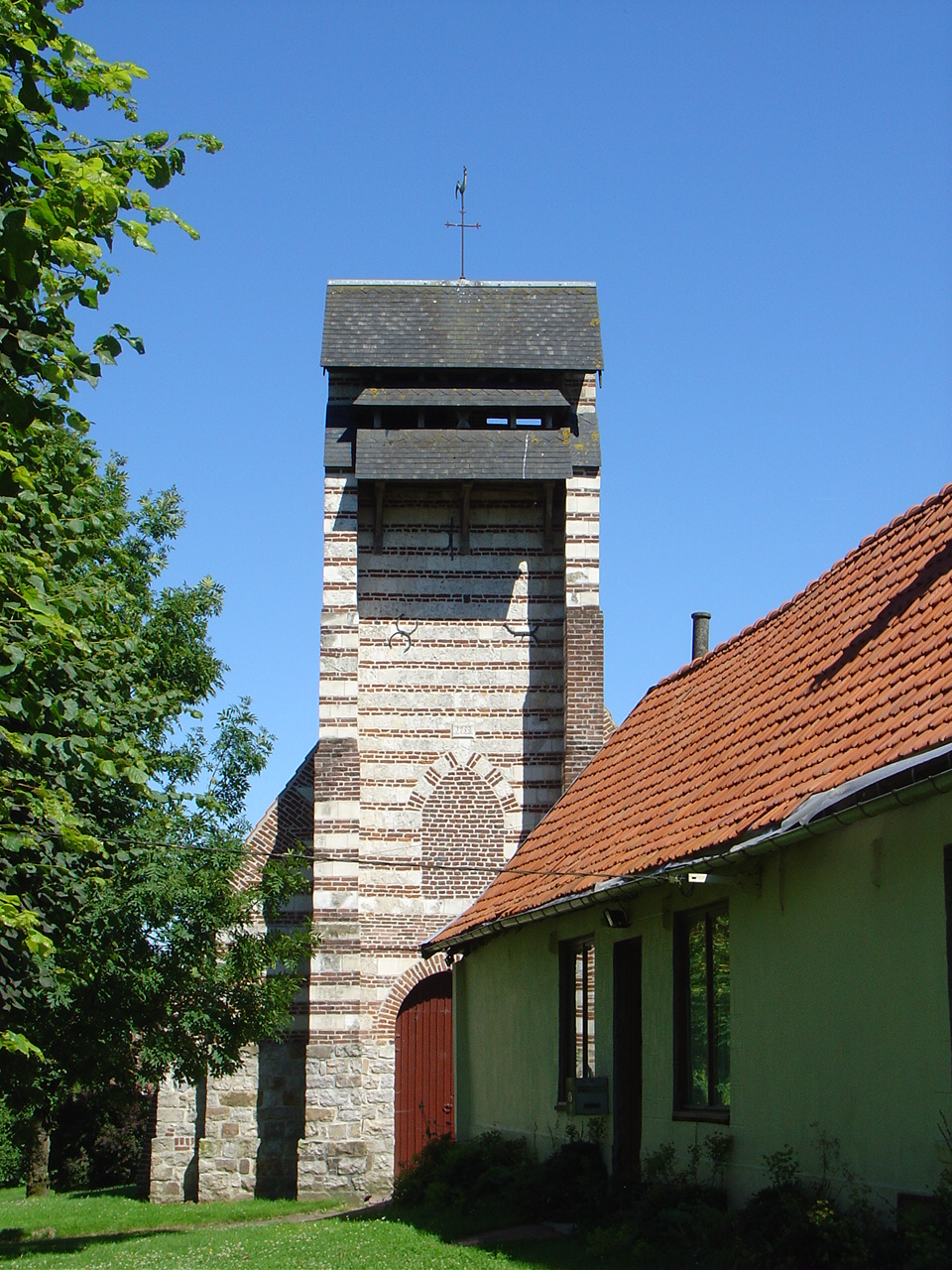
Kirche Saint-Adrien